# Протока Среднього
47°38′14″ пн. ш. 152°55′59″ сх. д. / 47.63715° пн. ш. 152.93313° сх. д.
Протока Среднього (рос. Пролив Среднего) — протока Курильських островів, що розділяє острів Расшуа від острова Ушиширу Великої Курильської гряди. Знаходиться в акваторії Сєверо-Курильського міського округу Сахалінської області Російської Федерації. Відкрита у 1811 році Василем Головніним і названа за прізвищем члена екіпажу шлюпу «Діана», помічника штурмана Василя Среднього.
Одна із найнебезпечніших проток. Ширина — 18,5 км. Південну її частину займають острови Среднього. У північній частині протоки лежить острівок Карлик, що являє собою надводну скелю висотою 12 м. Глибини в протоці майже 100 м, проте тут сильні припливні течії та сулої. Невеликі скелі протоки служать лежбищем для безлічі сивучів і були місцем активного полювання на морських котиків.